# Хато (1937)
Хато (Hato, яп. 鳩) — міноносець Імперського флоту Японії типу «Оторі», який брав участь у Другій світовій війні.

## Історія створення
Корабель, який став восьмим серед торпедних човнів типу «Оторі», заклали 26 травня 1936 року на верфі «Ishikawajima Shipyards» у Токіо. Спущений на воду 25 січня 1937 року, став до ладу 7 серпня 1937 року.

## Історія служби
Станом на осінь 1941-го «Хато» був у прямому підпорядкуванні П'ятого флоту, який відповідав за операції в північній зоні (Хоккайдо, Сахалін, Курильські острови). 26—28 листопада 1941-го корабель пройшов з Йокосуки до порту Аккеші (східне узбережжя Хоккайдо), де ніс службу більш як місяць, а 6—8 січня 1942-го здійснив зворотній перехід у Йокосуку. З 15 січня 1942-го «Хато» перевели до військово-морського округу Куре.
Невдовзі корабель залучили до ескортних рейсів до Океанії. Спершу 25 лютого — 11 березня 1942-го він пройшов у охороні конвоїв з Йокосуки до атола Трук у центральній частині Каролінських островів (тут ще до війни створили потужну базу японського ВМФ, з якої до лютого 1944-го провадились операції в низці архіпелагів), а потім назад до Японії в Куре. З 3 по 20 квітня «Хато» ескортував конвої за круговим маршрутом з Йокосуки до Рабаула в архіпелазі Бісмарка (після захоплення цього пункту наприкінці січня тут створили передову базу, з якої наступні два роки провадитимуться операції на Соломонових островах та сході Нової Гвінеї). А з 25 квітня по 16 травня корабель супроводив конвої з Йокосуки на атол Кваджалейн (Маршаллові острови), потім звідти до Рабаула і нарешті до Куре.
Кілька місяців «Хато» перебував у водах Японського архіпелагу, а з кінця вересня узявся за конвойну службу на мікронезійському напрямку. На той час союзники вже висадились на сході Соломонових островів, що започаткувало шестимісячну битву за Гуадалканал та змусило японське командування перекидати сюди підкріплення. 29 вересня 1942-го «Хато» війшов з порту Саєкі (північно-східне узбережжя Кюсю) у складі охорони конвою «Окі 4», який прямував до Рабаула. Втім, «Хато» забезпечував охорону лише до району Сайпану (Маріанські острови), після чого певний час охороняв конвой «Окі 6» (вийшов з Саєкі 2 жовтня), а 12 жовтня повернувся до Японії («Окі 4» та «Окі 6» досягнули Рабаула 13 та 15 жовтня відповідно).
У наступні кілька місяців «Хато» брав участь у ескортуванні ще кількох транспортних загонів до Меланезії, які виходили з Саєкі в межах 8-ї транспортної операції. При цьому конвой «С» (рушив 25 листопада 1942-го) корабель супроводжував до Сайпану, з конвоєм «H» (проведення почалось 13 грудня 1942-го) прямував лише перші п'ять сотень кілометрів до 29 градуса північної широти, а з конвоєм «G2» (вийшов 14 березня 1943-го) пройшов лише перші чотири сотні кілометрів.
З січня 1943-го «Хато» неодноразово здійснював ескортування конвоїв із Саєкі до Палау (важливий транспортний хаб на заході Каролінських островів) та назад. Так, є відомості, що він проходив цим маршрутом з 14 січня по 10 лютого, з 13 квітня по 3 травня, з 19 травня по 9 червня. 20—29 червня «Хато» ескортував з Саєкі до Палау конвой O-007. Потім він повернувся до Японії та 15 липня рушив з конвоєм O-505, який досягнув Палау 24 числа. Крім того, в багатьох випадках корабель здійснював лише часткове проведення, наприклад, 25—26 липня «Хато» супроводжував конвой FU-506, який вийшов з Палау до Кобе, а 2 серпня човен зустрів конвой O-406 (рушив з Саєкі ще 24 липня) та тієї ж доби прибув з ним на Палау. 4—10 серпня «Хато» ескортував з Палау до Саєкі конвой FU-404.
З листопада 1943-го «Хато» тричі водив конвої круговим маршрутом з Куре до Палау.
З 15 березня по 25 квітня 1944-го «Хато» пройшов у супроводі конвоїв з порту Моджі до Сінгапура та назад. При цьому з 24 березня корабель узяв під охорону конвой HI-55 та повів його з Такао (наразі Гаосюн на Тайвані) на південь. 2 квітня вже на завершальній частині переходу підводний човен торпедував та важко пошкодив танкер «Таракан-Мару», з яким залишили «Хато». Хоча в танкера відірвало носову секцію, 3 квітня він зміг прибути в Сінгапур. У зворотному напрямку «Хато» ескортував конвой HI-56, який рушив з Сінгапура 8 квітня., при цьому з 10 квітня 1944-го корабель офіційно належав до 1-го ескортного дивізіону та мав тепер охороняти перевезення саме на напрямку Південно-Східної Азії. 1 травня «Хато» знову вийшов з Моджі для супроводу конвою MI-03, який пройшов через Манілу до Мірі (центр нафтовидобутку на північно-захдіному узбережжі острова Борнео), а звідти ескортував конвой до Куре, куди прибув 9 червня.
23 червня — 3 липня 1944-го «Хато» здійснив рейс з Моджі до Маніли у складі об'єднаного конвою MOMA-09/MI-09, а у період з 6 липня по 5 серпня виконав ескортний рейс з Маніли до Сінгапура та назад. 8—16 серпня корабель супроводив конвой з Філіппін до Такао, 22—28 серпня пройшов з конвоєм TAMA-24 назад до Маніли, 11 вересня знову був у Такао, а 13 вересня рушив звідси до Моджі.
29 вересня — 8 жовтня 1944-го «Хато» охороняв конвой, який пройшов з Моджі до Гонконгу. Невдовзі американське авіаносне угруповання в межах підготовки до вторгнення на Філіппіни завдало ряду ударів по ворожих об'єктах на півдні Китаю. «Хато», який 15 жовтня вийшов з Гонконгу, був наступної доби атакований літаками за дві з половиною сотні кілометрів на схід від цього порту та потоплений.